# Notre-Dame-d’Estrées
Notre-Dame-d’Estrées ist ein Ort und ehemalige französische Gemeinde  mit 136 Einwohnern (Stand: 1. Januar 2019) im Département Calvados in der Region Normandie. Sie gehörte zum Arrondissement Lisieux.
Der Erlass des Präfekten vom 30. September 2014 legte mit Wirkung zum 1. Januar 2015 die Eingliederung von Notre-Dame-d’Estrées als Commune déléguée zusammen mit der früheren Gemeinde Corbon zur Commune nouvelle Notre-Dame-d’Estrées-Corbon fest.

## Geografie

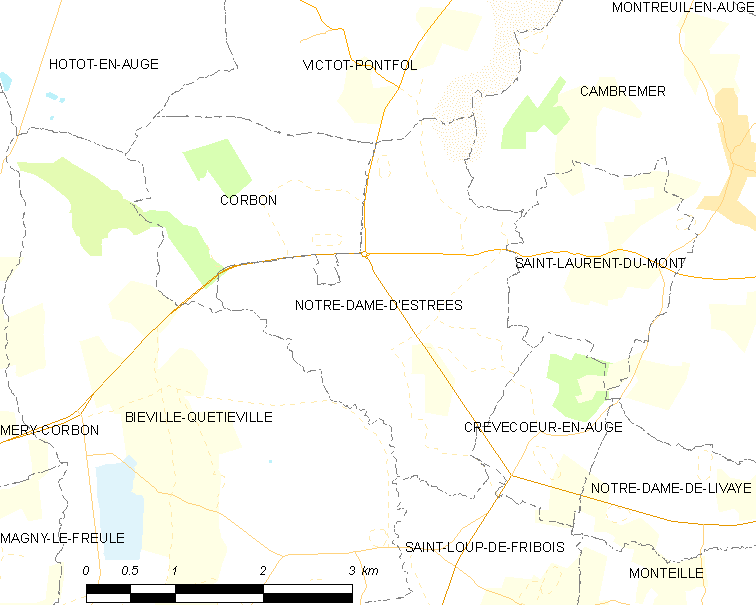
Karte von Notre-Dame-d’Estrées

Notre-Dame-d’Estrées liegt etwa 28 Kilometer ostsüdöstlich von Caen und etwa 16 Kilometer westlich von Lisieux am westlichen Rand der Région naturelle des Pays d’Auge. Das Gebiet von Notre-Dame-d’Estrées wird entwässert von der Vie, die es im Westen begrenzt sowie von ihrem Nebenfluss, dem Algot, der Notre-Dame-d’Estrées im Süden begrenzt. Das Bodenrelief ist größtenteils flach mit einer minimalen Höhe von 5 m über dem Meeresspiegel im Westen beim Austritt der Vie aus dem Ortsgebiet und erhebt sich nur im Nordosten und Osten markant am Fuß der Hochebene des Pays d’Auge auf über 110 m.
Umgeben wird Notre-Dame-d’Estrées von drei Nachbargemeinden und der Commune déléguée Corbon:
|                   | Corbon (Notre-Dame-d’Estrées-Corbon)        |                   |
|                   | Kompassrose, die auf Nachbargemeinden zeigt | Cambremer         |
| Belle Vie en Auge |                                             | Crèvecœur-en-Auge |

## Toponymie und Geschichte
Frühe Formen des Ortsnamens waren Estrea (1198), Strez (14. Jahrhundert), ecclesia de Trabibus (16. Jahrhundert), Etreez en Auge (Carte de Cassini, 18. Jahrhundert), Estrées (1793), Esruz (1801).
Unter dem Ancien Régime war die Pfarrgemeinde der Généralité von Rouen und der Élection von Pont-l’Évêque angegliedert. Sie understand dem Lehnsherren und der Abtei von Saint-Pierre-sur-Dives.

## Bevölkerungsentwicklung

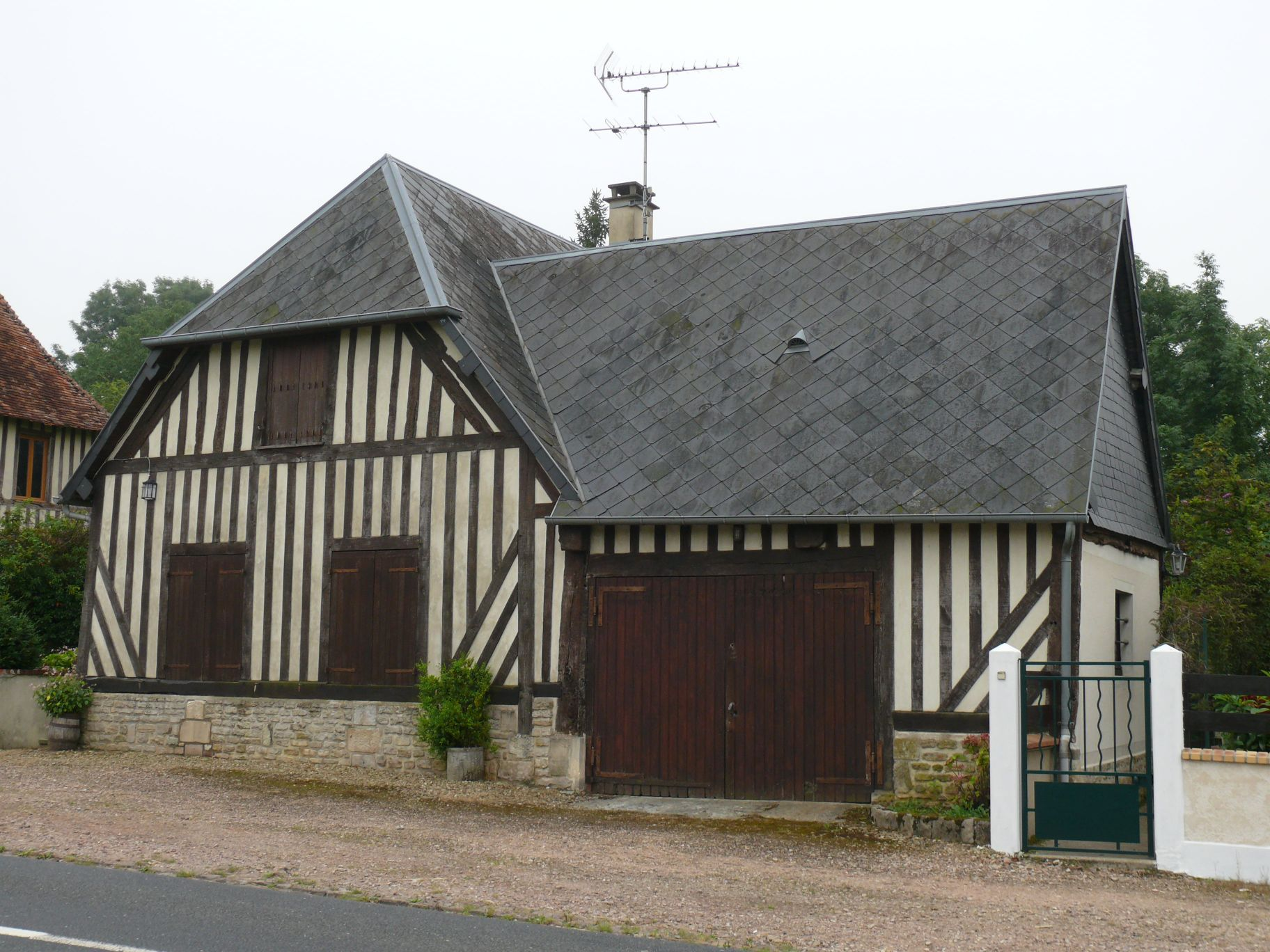
Haus in Notre-Dame-d'Estrées

| Notre-Dame-d’Estrées: Einwohnerzahlen von 1793 bis 2019                                                                    | Notre-Dame-d’Estrées: Einwohnerzahlen von 1793 bis 2019 | Notre-Dame-d’Estrées: Einwohnerzahlen von 1793 bis 2019 | Notre-Dame-d’Estrées: Einwohnerzahlen von 1793 bis 2019 | Notre-Dame-d’Estrées: Einwohnerzahlen von 1793 bis 2019 |
| --- | ------------------------------------------------------- | ------------------------------------------------------- | ------------------------------------------------------- | ------------------------------------------------------- |
| Jahr |                                                         |                                                         |                                                         | Einwohner                                               |
| 1793 | 1793                                                    |                                                         | 393                                                     | 393                                                     |
| 1800 | 1800                                                    |                                                         | 301                                                     | 301                                                     |
| 1806 | 1806                                                    |                                                         | 412                                                     | 412                                                     |
| 1821 | 1821                                                    |                                                         | 382                                                     | 382                                                     |
| 1831 | 1831                                                    |                                                         | 372                                                     | 372                                                     |
| 1836 | 1836                                                    |                                                         | 363                                                     | 363                                                     |
| 1841 | 1841                                                    |                                                         | 384                                                     | 384                                                     |
| 1846 | 1846                                                    |                                                         | 374                                                     | 374                                                     |
| 1851 | 1851                                                    |                                                         | 337                                                     | 337                                                     |
| 1856 | 1856                                                    |                                                         | 307                                                     | 307                                                     |
| 1861 | 1861                                                    |                                                         | 310                                                     | 310                                                     |
| 1866 | 1866                                                    |                                                         | 294                                                     | 294                                                     |
| 1872 | 1872                                                    |                                                         | 291                                                     | 291                                                     |
| 1876 | 1876                                                    |                                                         | 276                                                     | 276                                                     |
| 1881 | 1881                                                    |                                                         | 310                                                     | 310                                                     |
| 1886 | 1886                                                    |                                                         | 313                                                     | 313                                                     |
| 1891 | 1891                                                    |                                                         | 308                                                     | 308                                                     |
| 1896 | 1896                                                    |                                                         | 307                                                     | 307                                                     |
| 1901 | 1901                                                    |                                                         | 303                                                     | 303                                                     |
| 1906 | 1906                                                    |                                                         | 305                                                     | 305                                                     |
| 1911 | 1911                                                    |                                                         | 283                                                     | 283                                                     |
| 1921 | 1921                                                    |                                                         | 269                                                     | 269                                                     |
| 1926 | 1926                                                    |                                                         | 222                                                     | 222                                                     |
| 1931 | 1931                                                    |                                                         | 223                                                     | 223                                                     |
| 1936 | 1936                                                    |                                                         | 243                                                     | 243                                                     |
| 1946 | 1946                                                    |                                                         | 213                                                     | 213                                                     |
| 1954 | 1954                                                    |                                                         | 213                                                     | 213                                                     |
| 1962 | 1962                                                    |                                                         | 229                                                     | 229                                                     |
| 1968 | 1968                                                    |                                                         | 222                                                     | 222                                                     |
| 1975 | 1975                                                    |                                                         | 171                                                     | 171                                                     |
| 1982 | 1982                                                    |                                                         | 157                                                     | 157                                                     |
| 1990 | 1990                                                    |                                                         | 133                                                     | 133                                                     |
| 1999 | 1999                                                    |                                                         | 128                                                     | 128                                                     |
| 2006 | 2006                                                    |                                                         | 122                                                     | 122                                                     |
| 2013 | 2013                                                    |                                                         | 168                                                     | 168                                                     |
| 2019 | 2019                                                    |                                                         | 136                                                     | 136                                                     |
| Quelle(n): EHESS/Cassini bis 1999, INSEE ab 2006 Anmerkung(en): Ab 1962 offizielle Zahlen ohne Einwohner mit Zweitwohnsitz |                                                         |                                                         |                                                         |                                                         |

## Sehenswürdigkeiten
- Kirche Notre-Dame, seit 1990 als Monument historique eingeschrieben[7]
- Herrenhaus La Planche aus dem 15. und 16. Jahrhundert, Fassaden und Dächer seit 1928 als Monument historique eingeschrieben, Fassaden und Dächer der vier Nebengebäude seit 1970[8]
- Herrenhaus La Cour-Thorel aus dem 16. Jahrhundert, Fassaden und Dächer seit 1970 als Monument historique eingeschrieben[9]